# Garmen Point
Garmen Point är en udde i Antarktis. Den ligger i Sydshetlandsöarna. Argentina, Chile och Storbritannien gör anspråk på området.
Terrängen inåt land är mycket bergig. Havet är nära Garmen Point åt nordväst.  Trakten är obefolkad. Det finns inga samhällen i närheten. 